# 西格伦·沃达斯
西格伦·沃达斯（德語：Sigrun Wodars，1965年11月7日—），德国女子田径运动员。她曾代表东德和德国参加1988年和1992年夏季奥林匹克运动会田径比赛，其中1988年奥运会获得一枚金牌。